# X Premis Días de Cine
Els X Premis Días de Cine foren atorgats pel programa de televisió Días de cine el 17 de gener de 2023. Els premis no tenen assignació econòmica, però no descarten «tenir-la en un futur».
L'entrega es va fer a l'Auditorio 400 Museu Reina Sofia i fou presentada per Gerardo Sánchez en una gala força emotiva. Fou retransmesa per La 2 i RTVE Play.

## Premiats
| Categoria                        | Premiat                     | Labor premiada       |
| -------------------------------- | --------------------------- | -------------------- |
| Millor documental                | The Storms of Jeremy Thomas | Mark Cousins         |
| Millor pel·lícula d'animació     | Unicorn Wars                | Alberto Vázquez Rico |
| Millor pel·lícula espanyola      | As bestas                   | Rodrigo Sorogoyen    |
| Millor pel·lícula internacional  | Argentina, 1985             | Santiago Mitre       |
| Millor actriu espanyola          | Susi Sánchez                | Cinco lobitos        |
| Millor actriu internacional      | Martha Plimpton             | Mass                 |
| Millor actor espanyol            | Luis Zahera                 | As bestas            |
| Millor actor internacional       | Ricardo Darín               | Argentina, 1985      |
| Millor música                    | Julio de la Rosa            | Modelo 77            |
| Premi del Públic                 | Alberto Rodríguez Librero   | Modelo 77            |
| Premi Ha Nacido una Estrella     | Carla Quílez Alonso         | La maternal          |
| Premi Somos Cine                 | Un año, una noche           | Isaki Lacuesta       |
| Premi Vida en Sombras            | L'última pel·lícula         | Pan Nalin            |
| Premi El Resplandor              | Carme Elias                 | Las consecuencias    |
| Premi Elegidos para la gloria    | Pedro Olea                  | per la seva carrera  |
| Premi El futuro es mujer         | Cinco lobitos               | Alauda Ruiz de Azúa  |
| Premi millor edició DVD/Blue ray | L'amor en el seu lloc       |                      |